# 沧口街道
沧口街道是中国山东省青岛市李沧区下辖的一个街道，辖区面积约4平方千米，人口5.1万。沧口街道位于李沧区西部东与永清路街道毗邻，南部与振华路街道相联，北同兴华路街道毗邻，西邻胶州湾。系前沧口区政治中心所在地，辖区内有修复的历史文物“明真观”和“下街”遗址。2015年7月，由永安路街道更名而来。

## 行政区划
沧口街道下辖以下社区：
永年路、永宁路、文安路、兴山路、永定路、沧怡路、沧顺路、振华路北、紫荆苑、永昌、永河、振华苑、永青苑、升平苑。